# Saint-Bonnet-Tizon

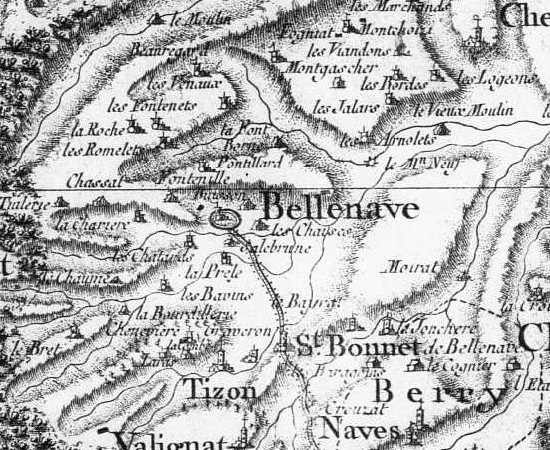
Karte von César François Cassini de Thury aus dem 18. Jahrhundert

Saint-Bonnet-Tizon war ehemals eine selbständige französische Gemeinde, die 1841 an die Gemeinde Bellenaves im Département Allier im Norden der Region Auvergne-Rhône-Alpes angeschlossen wurde. Saint-Bonnet-Tizon liegt circa einen Kilometer südlich von Bayet.

## Geschichte
Im Jahr 1830 wurden die Gemeinden Saint-Bonnet-de-Tizon und Tizon zur neuen Gemeinde Saint-Bonnet-Tizon zusammengeschlossen. 

## Bevölkerungsentwicklung
| Jahr                       | 1793 | 1800 | 1806 | 1821 | 1831 | 1836 |
| Einwohner                  | 262  | 211  | 316  | 349  | 456  | 442  |
| Quellen: Cassini und INSEE |      |      |      |      |      |      |

## Sehenswürdigkeiten
- Herrenhaus 18./19. Jahrhundert in Saint-Bonnet-de-Tizon